# St. Nikolaus (Thannhausen)
Die Kirche St. Nikolaus ist ein Sakralbau in Thannhausen, Gemeinde Altmannstein, Landkreis Eichstätt. Sie ist eine Filialkirche der Pfarrgemeinde Schamhaupten. Das Patrozinium der Kirche wird am 6. Dezember gefeiert.

## Baugeschichte und Außenbau
Die Kirche liegt in der Dorfmitte auf leicht erhöhtem Terrain und ist von einer Mauer umgeben. Das Langhaus ist von einer Fensterachse durchbrochen. Der Besucher betritt die Kirche von Westen durch ein gotisches Portal mit profiliertem Gewände. Im Osten erhebt sich über quadratischem Grundriss ein wuchtiger Chor. Das große Fenster in der Südwand wurde im Barock eingebrochen. Stark verjüngt erheben sich über dem Chorbau ein quadratisches und ein oktogonales Geschoss mit Zwiebelhaube. Nördlich des Chors schließt sich die Sakristei an.
An der südlichen Außenwand ziert eine Sonnenuhr den inmitten des Friedhofs stehenden und mit hoher Mauer umfriedeten Sakralbau.
In ihrer Grundsubstanz ist die Kirche St. Nikolaus ein romanischer Bau des 14. Jahrhunderts. Die Mauerstärke im Langhaus beträgt 1,15 m. Eine Vorgängerkirche wurde laut Urkunde von Bischof Otto (1182–95) geweiht.

## Innenraum und Ausstattung
Im Inneren fällt dem Besucher zuerst der Gegensatz von schlichter mittelalterlicher Architektur und barocker Ausstattung ins Auge. Der Blick geht nach Osten zum eingezogenen quadratischen Chor mit barockem Kreuzgewölbe. Das daran anschließende schmucklose Langhaus ist flach gedeckt.
Die Vier-Säulen-Anlage des Hochaltars stammt aus der Zeit um 1850. Die Säulenpaare tragen üppige florale Kapitelle. Das Hochaltarblatt zeigt den Kirchenpatron Nikolaus in der Glorie (Mitte 18. Jahrhundert). Im giebelförmigen geschweiften Auszug ist ein Gemälde mit Gottvater und Hl.-Geist-Taube, flankiert von zwei Putten. Die seitlich des Altars aufgestellten Freifiguren stellen die frühchristlichen Märtyrer Johannes und Paulus in der Rüstung römischer Legionäre dar, die als sogenannte „Wetterheilige“ in Süddeutschland hoch verehrt wurden. Die zweisäuligen Seitenaltäre sind bedeutende Arbeiten des Frühbarock (2. Hälfte 17. Jahrhundert). Das Retabel wird von schlanken Säulen mit Laubkapitellen gerahmt, seitlich daran anschließend Schnitzwerkranken mit großen Knorpelvoluten. Das Zentrum bildet jeweils eine flache Nische mit breitem Zierrahmen. Im nördlichen Seitenaltar (links) wird sie von einer spätgotischen Plastik des hl. Petrus (um 1500/10) mit seinen Attributen Buch und Schlüssel eingenommen. In der Auszugsnische Skulptur des hl. Nikolaus (Ende des 17. Jahrhunderts). Der südliche Seitenaltar (rechts) birgt in seiner Mittelnische einen geschnitzten Johannes den Täufer im härenen Gewand, darüber einen Mantel tragend und in seinen Händen die beiden Attribute Kreuz sowie Buch mit Lamm haltend. Er stammt vermutlich vom selben Künstler wie St. Petrus am nördlichen Seitenaltar. In der Auszugsnische eine spätgotische Madonna mit Kind von herausragender Qualität (ca. 1490 – 1510). Sie hält in der Rechten den Mantel, auf dem linken Arm das mit Hemdchen bekleidete Kind, das in der Linken ein offenes Buch hält, mit der Rechten aber nach dem Schleier der Mutter greift.
An den Langhauswänden hängt ein Kreuzwegzyklus des späten 19. Jahrhunderts. Eine barocke Nachbildung des berühmte Altöttinger Gnadenbildes (15. Jahrhundert) wurde in den 1960er Jahren gestohlen. Auf der Empore steht die kunstvoll und mit reichem Schnitzwerk ornamentierte Barockorgel. Sie wurde mit handgelöteten Pfeifen und mit farbig reich verziertem Prospekt versehen. Die Klaviaturreihe im Spieltisch ist schwarz (knapp vier Oktaven), die Tastaturreihe (Halbtöne) weiß. Je drei schwenkbare Metallhebel beiderseits des Orgeltisches dienen der Registerwahl.
Die Glocken stammen von Ursus Laubscher (1710) und Johanns (1766), beide aus Ingolstadt.

## Bedeutung
Äußerst bemerkenswert für die Gegend ist, dass sich in dem ländlich einfachem Bau von St. Nikolaus in Thannhausen eine mittelalterliche Chorturmanlage erhalten hat, welche die baugestalterisch aktive Barockzeit relativ unbeschadet überstanden hat. Das Kircheninnere bestiche durch seine wertvollen frühbarocken Seitenaltäre mit wertvollen spätgotischen Skulpturen, die einen reizvollen Kontrast zum baulich schlichten Innenraum bilden.
Koordinaten: 48° 56′ 7,9″ N, 11° 36′ 20,6″ O